# Papua Nya Guinea i olympiska sommarspelen 1984
Papua Nya Guinea deltog i de olympiska sommarspelen 1984 med en trupp bestående av sju deltagare, men ingen av landets deltagare erövrade någon medalj.

## Friidrott
Herrarnas 400 meter
- Lapule Tamean
  - Heat — 47,60 (→ gick inte vidare)

Herrarnas 5 000 meter
- John Tau
  - Heat — 15:24,68 (→ gick inte vidare)

Herrarnas 10 000 meter
- John Tau
  - Heat — 31:29,14 (→ gick inte vidare)

Herrarnas maraton
- John Tau — 2:36:36 (→ 66:e plats)

Damernas spjutkastning
- Iammo Launa
  - Kval — startade inte (→ gick inte vidare)

Damernas sjukamp
- Iammo Launa
  - Resultat — 5148 poäng (→ 19:e plats)